# Kitâb ut-Tawhîd
Le Kitâb ut-Tawhîd (en français, « Livre de l’unicité », « Livre du monothéisme » ou « L’unicité de Dieu ») est l’ouvrage le plus célèbre de Mohammed ibn Abdelwahhab.
Il s’agit d’un livre de prédication qui détaille point par point toutes les conditions nécessaires pour parvenir à la réalisation du Tawhîd et ne reconnaître aucune autre divinité méritant l'adoration en dehors d'Allah. Se basant sur une lecture littérale du Coran, il invite notamment à craindre le polythéisme (chirk) dont il décrit les différentes formes, tel le culte des saints.
Texte fondateur du wahhabisme, le Livre de l’unicité a bouleversé du vivant de son auteur toute la péninsule arabique.
Ouvrage critiqué pour sa sécheresse ou ses erreurs, l'essayiste Abdelwahab Meddeb estime que son « radicalisme comble les attentes des djihadistes » (La Maladie de l'islam).
De même, les membres de l'État islamique adhèrent à de nombreux principes de Mohammed ibn Abd al-Wahhab exposés dans cet ouvrage. Le groupe terroriste l'a ainsi enseigné aux jeunes de douze à quinze ans dans les écoles situées sur les territoires sous son contrôle.